# Avvocato di difesa
Avvocato di difesa (The Lincoln Lawyer) è un romanzo giallo dello scrittore statunitense Michael Connelly, pubblicato nel 2005, il primo con protagonista l'avvocato Mickey Haller.
Nel 2006 il libro ha vinto il Premio Macavity e il Premio Shamus per il miglior romanzo.

## Trama
Mickey Haller è un avvocato penalista che opera a Los Angeles. Non dispone di un ufficio, ma prepara i suoi casi a bordo di una limousine Lincoln con la quale si sposta da un tribunale all'altro per le strade della città. Haller viene ingaggiato da un ricco immobiliarista di Beverly Hills accusato dell'aggressione di una ragazza rimorchiata in un bar e apparentemente innocente. Il caso assume però contorni drammatici quando, nel corso delle indagini per la preparazione del processo, l'investigatore privato che lavora con Haller viene ucciso. L'intreccio delle vicende di due diversi omicidi metterà l'avvocato Haller di fronte al dilemma etico tra la difesa del suo assistito e la ricerca della verità.

## Opere derivate
Dal romanzo è stato tratto nel 2011 il film The Lincoln Lawyer diretto da Brad Furman in cui il protagonista è interpretato da Matthew McConaughey.

## Edizioni in italiano
- Michael Connelly, Avvocato di difesa, traduzione di Stefano Tettamanti e Patrizia Traverso, Piemme, Casale Monferrato 2008 ISBN 978-88-384-7542-9
- Michael Connelly, Avvocato di difesa, Mondolibri, Milano 2008
- Michael Connelly, Avvocato di difesa, traduzione di Stefano Tettamanti e Patrizia Traverso,  Collana Maestri del thriller Piemme, Casale Monferrato 2009 ISBN 978-88-566-0591-4
- Michael Connelly, Avvocato di difesa, traduzione di Stefano Tettamanti e Patrizia Traverso, Collana Bestseller Piemme, Milano 2010 ISBN 978-88-566-1525-8
- Michael Connelly, Avvocato di difesa, legge: Michele Inturri, Centro Internazionale del Libro Parlato, Feltre 2011
- Michael Connelly, Avvocato di difesa, Piemme, Milano 2013  ISBN 978-88-6836-616-2